# Пам'ятки архітектури Пустомитівського району
У Пустомитівському районі Львівської області нараховується 66 пам'яток архітектури.
| пор.№              | Найменування пам'ятки                                       | Датування        | Місцезнаходження | Охоронний № і номер у комплексі | Світлина |
| ------------------ | ----------------------------------------------------------- | ---------------- | ---------------- | ------------------------------- | -------- |
| 1                  | Садибний будинок (мур.) з парком                            | п. XIX ст.       | м. Пустомити     | 1393                            |          |
| 2                  | Церква Здвиження (дер.)                                     | 1751 р.          | с. Будьків       | 464 /1                          |          |
| 3                  | Дзвіниця ц. Воздвиження Чесного Хреста (дер.)               | 1781р            | с. Будьків       | 464 / 2                         |          |
| 4                  | Костел Св. Войцеха (мур.)                                   | 1546р            | с. Верхня Білка  | 465                             |          |
| 5                  | Церква Св. Миколи (дер.)                                    | 1729 р.          | с. Відники       | 466 /1                          |          |
| 6                  | Дзвіниця церкви Св. Миколи (дер.)                           | п.п. XVIII ст.   | с. Відники       | 466 / 2                         |          |
| 7                  | Костел Св. Катерини (мур.)                                  | 1612-1625 р.р.   | с. Зимна Вода    | 467                             |          |
| 8                  | Костел Всіх Святих (мур.)                                   | 1758 р.          | с. Годовиця      | 470                             |          |
| 9                  | Церква Св. Ігнатія (дер.)                                   | 1712-1734 р.р.   | с. Горбачі       | 471 /1                          |          |
| 10                 | Дзвіниця церкви Св. Ігнатія (дер.)                          | 1734р            | с. Горбачі       | 471 / 2                         |          |
| 11                 | Церква Св. Юрія (дер.)                                      | 1781 р.          | с. Гринів        | 1394 /1                         |          |
| 12                 | Дзвіниця церкви Св. Юрія (дер.)                             | 1782 р.          | с. Гринів        | 1394 / 2                        |          |
| 13                 | Костел Св. Станіслава (мур.)                                | 1600 р.          | с. Давидів       | 472                             |          |
| 14                 | Садибний будинок (мур.)                                     | п. XIX ст.       | с. Давидів       | 1395                            |          |
| 15                 | Церква Св. Михаїла (дер.)                                   | 1765 р.          | с. Дмитровичі    | 1396 /1                         |          |
| 16                 | Дзвіниця церкви Св. Михаїла (дер.)                          | 1765 р.          | с. Дмитровичі    | 1396 /2                         |          |
| 17                 | Церква Св. Михаїла (дер.)                                   | 1770 р.          | с. Жирівка       | 473 / 1                         |          |
| 18                 | Дзвіниця церкви Св. Михаїла (дер.)                          | 1770 р.          | с. Жирівка       | 473 / 2                         |          |
| 19                 | Церква Симеона Стовпника (дер.)                             | 1729 р.          | с. Коцурів       | 474 / 1                         |          |
| 20                 | Дзвіниця церкви Симеона Стовпника (дер.)                    | XVIII ст.        | с. Коцурів       | 474 / 2                         |          |
| 21                 | Церква Богоявлення Господнього (дер.)                       | 1693 р.          | с. Кугаїв        | 475 / 1                         |          |
| 22                 | Дзвіниця церкви Богоявлення Господнього (дер.)              | XVIII ст.        | с. Кугаїв        | 475 / 2                         |          |
| 23                 | Церква Симеона Стовпника (дер.)                             | 1828 р.          | с. Лісневичі     | 1397/ 1                         |          |
| 24                 | Дзвіниця церкви Симеона Стовпника (дер.)                    | 1882 р.          | с. Лісневичі     | 1397 / 2                        |          |
| 25                 | Костел Внебовзяття Пресвятої Діви Марії(мур.)               | 1626, 1760 р.р.  | с. Наварія       | 476 / 1                         |          |
| 26                 | Дзвіниця костелу Вознесіння (мур.)                          | 1776 р.          | с. Наварія       | 476 / 2                         |          |
|                    | Садиба Львівських архієпископів (мур.):                     | 1730 р.          | с. Оброшине      | 477 / 0                         |          |
| 27                 | Палац (мур.)                                                | 1730 р.          | с.Оброшине       | 477 / 1                         |          |
| 28                 | Службові флігелі (мур.)                                     | 1730 р.          | с. Оброшине      | 477 / 2                         |          |
| 29                 | Огорожа з парадною і господарською брамами (мур.)           | 1730 р.          | с. Оброшине      | 477 / 3                         |          |
| 30                 | Парк                                                        | XVIII ст.        | с.Оброшине       | 477 / 4                         |          |
| 31                 | Церква Різдва Богородиці (мур.)                             | XVI ст.          | с. Піски         | 479 / 1                         |          |
| 32                 | Надбрамна дзвіниця з мурами (мур.)                          | XVI ст.          | с. Піски         | 479 / 2                         |          |
| 33                 | Церква Собору Пресвятої Богородиці (дер.)                   | 1792 р.          | с.Пикуловичі     | 478                             |          |
| 34                 | Костел Св. Валентина (мур.)                                 | 1856 р.          | с. Раковець      | 480                             |          |
| 35                 | Церква Св. Михаїла (Успіння Богородиці) (дер.)              | 1718 р.          | с. Семенівка     | 483 /1                          |          |
| 36                 | Дзвіниця церкви Св. Михаїла (Успіння Богородиці) (дер.)     | 1718 р.          | с. Семенівка     | 483 / 2                         |          |
| 37                 | Костел Св. Мартина (мур)                                    | 1722 р.          | с. Семенівка     | 1398/ 1                         |          |
| 38                 | Дзвіниця костелу Св. Мартина (мур)                          | 1722 р.          | с. Семенівка     | 1398 / 2                        |          |
| 39                 | Дзвіниця (дер.)                                             | п. XIX ст.       | с. Ставчани      | 1400                            |          |
| 40                 | Церква Св. Івана Хрестителя (дер.)                          | 1742 р.          | с. Старе Село    | 485 /1                          |          |
| 41                 | Дзвіниця церкви Св. Івана Хрестителя (дер.)                 | 1742 р.          | с. Старе Село    | 485 / 2                         |          |
| 42                 | Замок (мур.)                                                | 1584-1654 р.р.   | с. Старе Село    | 486                             |          |
| 43                 | Церква Стрітення Господнього (дер.)                         | 1757 р.          | с. Черепин       | 487 /1                          |          |
| 44                 | Дзвіниця церкви Стрітення Господнього (дер.)                | 1760 р.          | с. Черепин       | 487 / 2                         |          |
| 45                 | Костел Св. Миколи (мур.)                                    | п. ХУст.-1774 р. | с. Чишки         | 1401/ 1                         |          |
| 46                 | Дзвіниця костелу Св. Миколи (мур.)                          | XIX ст.          | с. Чишки         | 1401/ 2                         |          |
| 47                 | Костел Св. Станіслава (мур.)                                | 1553 р.          | смт. Щирець      | 462 / 1                         |          |
| 48                 | Дзвіниця костелу Св. Станіслава (Мур)                       | XIX ст.          | смт. Щирець      | 462 / 2                         |          |
| 49                 | Церква Пресвятої Трійці (мур.)                              | XVI ст.          | смт. Щирець      | 463 / 1                         |          |
| 50                 | Дзвіниця церкви Пресвятої Трійці (мур.)                     | XVIII ст.        | смт. Щирець      | 463/ 2                          |          |
|                    |                                                             |                  |                  |                                 |          |
| місцевого значення |                                                             |                  |                  |                                 |          |
| 51                 | Церква Св. Миколая (мур.)                                   | 1908 р.          | м. Пустомити     | 1939-М                          |          |
| 52                 | Костел Св. Марії Магдалини (мур.)                           | 1924 р.          | с. Вовків        | 1946-М                          |          |
| 53                 | Церква Введення в Храм Пресвятої Богородиці (дер.)          | 1706(1702)р.     | с. Вовків        | 490/1-М                         |          |
| 54                 | Дзвіниця церкви Введення в Храм Пресвятої Богородиці (дер.) | 1706(1702)р.     | с. Вовків        | 490/2-М                         |          |
| 55                 | Церква Воздвиження Чесного Животворного Хреста (дер.)       | 1880 р.          | с. Глуховичі     | 1940-М                          |          |
| 56                 | Церква Св. Дмитрія (мур.)                                   | 1829(1827)р.     | с. Городиславичі | 1941-М                          |          |
| 57                 | Церква Успення Пр. Богородиці (мур.)                        | 1914 р.          | с. Гуменець      | 1942-М                          |          |
| 58                 | Церква Різдва Пр. Богородиці / Св. Дмитрія (мур.)           | XVI-XIX ст.      | с. Давидів       | 423/1-М                         |          |
| 59                 | Дзвіниця церкви Різдва Пр. Богородиці / Св. Дмитрія (дер.)  | XVI-XIX ст.      | с. Давидів       | 423/2-М                         |          |
| 60                 | Церква Св. вмч. Параскеви (мур.)                            | поч. XVIII ст.   | с. Зубра         | 1943-М                          |          |
| 61                 | Церква (дер.)                                               | 1780 р.          | с. Новосілка     | 2363-М                          |          |
| 62                 | Дзвіниця церкви Св. Дмитрія (дер.)                          | 1774 р.          | с. Оброшине      | 491-М                           |          |
| 63                 | Церква Різдва Пр. Богородиці (дер.)                         | 1900 р.          | с. Підтемне      | 2364-М                          |          |
| 64                 | Церква Воздвиження Чесного Животворного Хреста (дер.)       | 1835 р.          | с. Попеляни      | 1944-М                          |          |
| 65                 | Парк                                                        | XIX ст.          | с. Соколівка     | 492-М                           |          |
| 66                 | Церква Св. Кузьми і Дем"яна                                 | 1804 р.          | с. Сороки        | 1945-М                          |          |

## Джерело
Перелік пам'яток Львівської області [Архівовано 16 вересня 2012 у Wayback Machine.]